# Primera División de Egipto 2012-13
La Liga Premier de Egipto 2012-13 fue la quincuagésima sexta temporada de la Liga Premier de Egipto desde su creación en 1948.
Tras el golpe de Estado egipcio de 2013 el 3 de julio de 2013, la temporada fue suspendida por razones de seguridad, y se tomó la decisión de cancelar el resto de la temporada. Por lo tanto, el play-off del campeonato y el play-off de descenso no se jugaron.

## Equipos participantes

### Participantes 2011-12
| Club                    | Ciudad              | Entrenador      | Estadio                           | Capacidad |
| ----------------------- | ------------------- | --------------- | --------------------------------- | --------- |
| Al Ahly                 | El Cairo            | Hossam El-Badry | Estadio Internacional de El Cairo | 74.100    |
| Al Ittihad Al Sakandary | Alejandría          | José Maqueda    | Estadio de Alejandría             | 13.660    |
| Al Masry                | Port Said           | Hossam Hassan   | Estadio de Port Said              | 17.988    |
| Al Mokawloon Al Arab    | El Cairo            | Talaat Youssef  | Estadio Osman Ahmed Osman         | 35.000    |
| El Dakhleya             | El Cairo            | Alaa Abd Elaal  | El Sekka El Hadeed                | 20.000    |
| El Entag El Harby       | El Cairo            | Mohammed Helmy  | Estadio Al-Salam                  | 30.000    |
| El Gouna                | Hurghada            | Anwar Salama    | Estadio El Gouna                  | 30.000    |
| Enppi                   | El Cairo            | Tarek El Ashry  | Estadio Petro Sport               | 25.000    |
| Ghazl El Mahalla        | El Mahalla El Kubra | Ibrahim Youssef | Estadio El Mahalla                | 29.000    |
| Haras El Hodood         | Alejandría          | Helmi Toulan    | Estadio Haras El Hedood           | 22.000    |
| Ismaily                 | Ismailia            | Sabry Elminiawy | Estadio de Ismailia               | 18.525    |
| Ittihad El Shorta       | El Cairo            | Helmy Toulan    | Estadio Gehaz El Reyada           | 22.000    |
| Misr El Makasa          | Fayún               | Tarek Yehia     | Estadio de Fayún                  | 10.000    |
| Petrojet                | Suez                | Taha Basry      | Estadio de Suez                   | 25.000    |
| Smouha                  | Alejandría          | Shawky Gharib   | Estadio de Alejandría             | 13.660    |
| Tala'ea El Gaish        | El Cairo            | Farouk Gaafar   | Estadio Gehaz El Reyada           | 22.000    |
| Telephonat Bani Sweif   | Bani Sweif          | Talaat Youssef  | Estadio de Beni Suef              | 10.000    |
| Wadi Degla              | El Cairo            | Hesham Zakarya  | Academia Militar de El Cairo      | 22.000    |
| Zamalek                 | El Cairo            | Jorvan Vieira   | Estadio Internacional de El Cairo | 74.100    |

## Tabla de posiciones
- actualizado 29 de abril de 2013

### Tabla Grupo A
|  |    | Equipos          | PJ | G | E | P | GF | GC | Dif. | Pts |
|  | -- | ---------------- | -- | - | - | - | -- | -- | ---- | --- |
|  | 1. | ENPPI            | 11 | 6 | 4 | 1 | 19 | 8  | +11  | 22  |
|  | 2. | Al Ahly          | 9  | 7 | 0 | 2 | 10 | 5  | +5   | 21  |
|  | 3. | Smouha           | 10 | 4 | 4 | 2 | 13 | 7  | +6   | 16  |
|  | 4. | Haras El Hedood  | 11 | 4 | 4 | 3 | 10 | 9  | +1   | 16  |
|  | 5. | Bani Suef        | 10 | 3 | 5 | 2 | 6  | 6  | 0    | 14  |
|  | 6. | El Gouna FC      | 10 | 2 | 5 | 3 | 10 | 12 | -2   | 11  |
|  | 7. | Misr Elmaqasah   | 10 | 2 | 4 | 4 | 7  | 10 | -3   | 10  |
|  | 7. | Ghazl Al-Mehalla | 10 | 2 | 3 | 5 | 9  | 16 | -7   | 9   |
|  | 9. | Wadi Degla SC    | 11 | 1 | 1 | 9 | 7  | 18 | -11  | 4   |

### Tabla Grupo B
|  |    | Equipos           | PJ | G  | E | P | GF | GC | Dif. | Pts |
|  | -- | ----------------- | -- | -- | - | - | -- | -- | ---- | --- |
|  | 1. | Zamalek           | 10 | 10 | 0 | 0 | 21 | 6  | +15  | 30  |
|  | 2. | Ismaily           | 12 | 7  | 3 | 2 | 15 | 7  | +8   | 24  |
|  | 3. | Al Gaish          | 11 | 5  | 2 | 4 | 14 | 15 | -1   | 17  |
|  | 4. | Ittihad El-Shorta | 12 | 4  | 4 | 4 | 15 | 13 | +2   | 16  |
|  | 5. | Petrojet          | 10 | 3  | 4 | 3 | 12 | 12 | 0    | 13  |
|  | 6. | Arab Contractors  | 11 | 3  | 3 | 5 | 14 | 14 | 0    | 12  |
|  | 7. | El Daklyeh        | 12 | 3  | 3 | 6 | 7  | 11 | -4   | 12  |
|  | 8. | Al Ittihad        | 10 | 1  | 4 | 5 | 4  | 12 | -8   | 7   |
|  | 9. | El Entag El Harby | 12 | 0  | 5 | 7 | 7  | 19 | -12  | 5   |

## Goleadores del Torneo
Goles Anotados.

| Jugador            | Club             | Anotado |
| ------------------ | ---------------- | ------- |
| Ahmed Mekky        | Haras El Hedood  | 3       |
| Amr Marie          | Wadi Degla FC    | 3       |
| Basem Morsi        | Petrojet         | 2       |
| Abdul-Fattah Agha  | Wadi Degla FC    | 2       |
| Ernest Papa Arko   | Smouha           | 2       |
| Ahmed Gaafar       | Zamalek SC       | 2       |
| Musa Kabiru        | Arab Contractors | 2       |
| Vincent Die Foneye | ENPPI            | 2       |

## Jornadas
| Al Ittihad        | 0 - 1 | Ismaily           | 8 de febrero | Estadio de Alejandría   |
| El Gouna FC       | 1 - 1 | Misr Elmaqasah    | 8 de febrero | Estadio El Gouna        |
| ENPPI             | 1 - 1 | Ghazl Al-Mehalla  | 8 de febrero | Estadio Petro Sport     |
| El Daklyeh        | 0 - 0 | El Entag El Harby | 9 de febrero | El Sekka El Hadeed      |
| Ittihad El-Shorta | 2 - 3 | Zamalek           | 9 de febrero | Estadio Gehaz El Reyada |
| Haras El Hedood   | 1 - 0 | Smouha            | 9 de febrero | Estadio Haras El Hedood |

| Al Ahly   | 1 - 0 | Wadi Degla SC    | 10 de febrero | Estadio Internacional de El Cairo |
| Petrojet  | 2 - 1 | Arab Contractors | 11 de febrero | Estadio El Gouna                  |
| Bani Suef | -     | Haras El Hedood  | 13 de febrero | Estadio Petro Sport               |
|           | -     |                  | 13 de febrero | El Sekka El Hadeed                |
|           | -     |                  | 13 de febrero | Estadio Gehaz El Reyada           |
|           | -     |                  | 14 de febrero | Estadio Haras El Hedood           |

| Wadi Degla SC     | 1 - 2 | ENPPI    | 15 de febrero | ¿? |
| EL ENTAG EL HARBY | 1 - 1 | Petrojet | 15 de febrero | ¿? |

|  | - |
|  | - |
|  | - |
|  | - |
|  | - |
|  | - |

- Datos: Q4248849